# Volcán San Pablo
Volcán San Pablo är en kon i Chile.   Den ligger i regionen Región de Antofagasta, i den norra delen av landet, 1 300 km norr om huvudstaden Santiago de Chile. Toppen på Volcán San Pablo är 5 333 meter över havet.
Terrängen runt Volcán San Pablo är bergig åt sydväst, men åt nordost är den kuperad. Runt Volcán San Pablo är det mycket glesbefolkat, med 3 invånare per kvadratkilometer.. Det finns inga samhällen i närheten.
Trakten runt Volcán San Pablo är ofruktbar med lite eller ingen växtlighet.